# Nassen (Wüstung)
Die Wüstung Nassen befindet sich in der Gemarkung des Ortsteils Untergneus in der Gemeinde Gneus im Saale-Holzland-Kreis in Thüringen.

## Lage
Die Wüstung Nassen liegt südöstlich des Ortsteils Untergneus östlich der Landesstraße.

## Geschichte
Die mittelalterliche Wüstung wurde 1952 an vier verschiedenen Probeschürfen untersucht. Es wurden hauptsächlich Brandschutt und Baureste gefunden. Das weitere Fundmaterial bestand aus Keramik und Ofenkacheln. Man vermutet, dass die Wüstung aus einer Kapelle oder Kirche bestand. Die freigelegten Fundamentbereiche und ein steinernes Becken sind mit einer Blockhütte geschützt. Ofenkacheln lassen aber auch auf Wohnstätten schließen.